# Reformowany Kościół Katolicki w Polsce
Reformowany Kościół Katolicki w Polsce – kościół chrześcijański tradycji starokatolickiej działający w Polsce od 2007 roku, wpisany do Rejestru Kościołów i innych związków wyznaniowych 28 stycznia 2020 roku. Biskupem Kościoła jest Tomasz Puchalski.

## Historia
Początki Reformowanego Kościoła Katolickiego w Polsce sięgają 2006 roku i nieformalnej grupy chrześcijańskiej z Poznania o nazwie Wspólnota Braci i Sióstr Jezusa Chrystusa, która z czasem przyjęła nazwę Wolny Kościół Ewangeliczny. W 2007 roku nawiązała ona współpracę z Reformowanym Kościołem Katolickim w Stanach Zjednoczonych Ameryki i poddała się opiece jego biskupa regionalnego rezydującego na Wyspach Brytyjskich. W tym też czasie przyjęła nazwę odwołująca się do amerykańskiego Kościoła i uzyskała własnego prezbitera w osobie dotychczasowego lidera Tomasza Puchalskiego.
W 2009 roku doszło do kryzysu w strukturach hierarchii duchownej RKK w Stanach Zjednoczonych i jego rozpadu. Reformowany Kościół Katolicki w Polsce zaczął działać niezależnie. W 2010 roku został zorganizowany I Synod RKK, na którym podjęto decyzje o współpracy ze Starokatolicką Wspólnotą Dobrego Pasterza i czasowym przyjęciem opieki episkopalnej ze strony jej biskupa. W 2011 roku Reformowany Kościół Katolicki w Polsce został przyjęty do Ekumenicznej Wspólnoty Katolickiej.
13 grudnia 2017 zarejestrowano Stowarzyszenie Reformowanych Katolików powołane do istnienia przez członków i członkinie poznańskiej wspólnoty Reformowanego Kościoła Katolickiego w Polsce. Stowarzyszenie działa m.in. na rzecz sprawiedliwości społecznej, przeciwdziałania wykluczeniu zwłaszcza w kontekście wolności sumienia i wyznania. Reprezentant stowarzyszenia należy do Komisji Dialogu Obywatelskiego przy Pełnomocniczce Prezydenta Miasta Poznania ds. polityki równościowej.
Od roku 2014 Kościół przygotowywał dokumenty, a 6 grudnia 2016 roku wysłał wniosek o wpis Reformowanego Kościoła Katolickiego w Polsce do rejestru Kościołów i innych związków wyznaniowych prowadzony przez Ministerstwo Spraw Wewnętrznych i Administracji. Wpis do rejestru nastąpił 28 stycznia 2020 roku.
14 lipca 2020 r. ówczesny minister sprawiedliwości i prokurator generalny Zbigniew Ziobro wniósł sprzeciw od decyzji ministra spraw wewnętrznych i administracji o wpisie Reformowanego Kościoła Katolickiego w Polsce do rejestru z zamiarem wykreślenia go z owego rejestru. W sprawę włączył się Rzecznik Praw Obywatelskich uważając, że wykreślenie Kościoła byłoby niezgodne z Konstytucją RP.  W czerwcu 2021 WSA w Warszawie wstrzymał decyzję MSWiA o wykreśleniu Kościoła z rejestru, natomiast 13 października 2022 całkowicie ją uchylił. 27 czerwca 2024 roku Naczelny Sąd Administracyjny podtrzymał decyzję WSA, tym samym potwierdził prawa reformowanych katolików. 
22 sierpnia 2020 roku Synod Reformowanego Kościoła Katolickiego w Polsce wybrał Biskupa Kościoła, którym został dotychczasowy Archidiakon prezbiter Tomasz Puchalski.
Według danych Narodowego Spisu Powszechnego z 2021 roku, przynależność do Reformowanego Kościoła Katolickiego w Polsce zadeklarowały 194 osoby. 

## Wiara i duchowość Kościoła

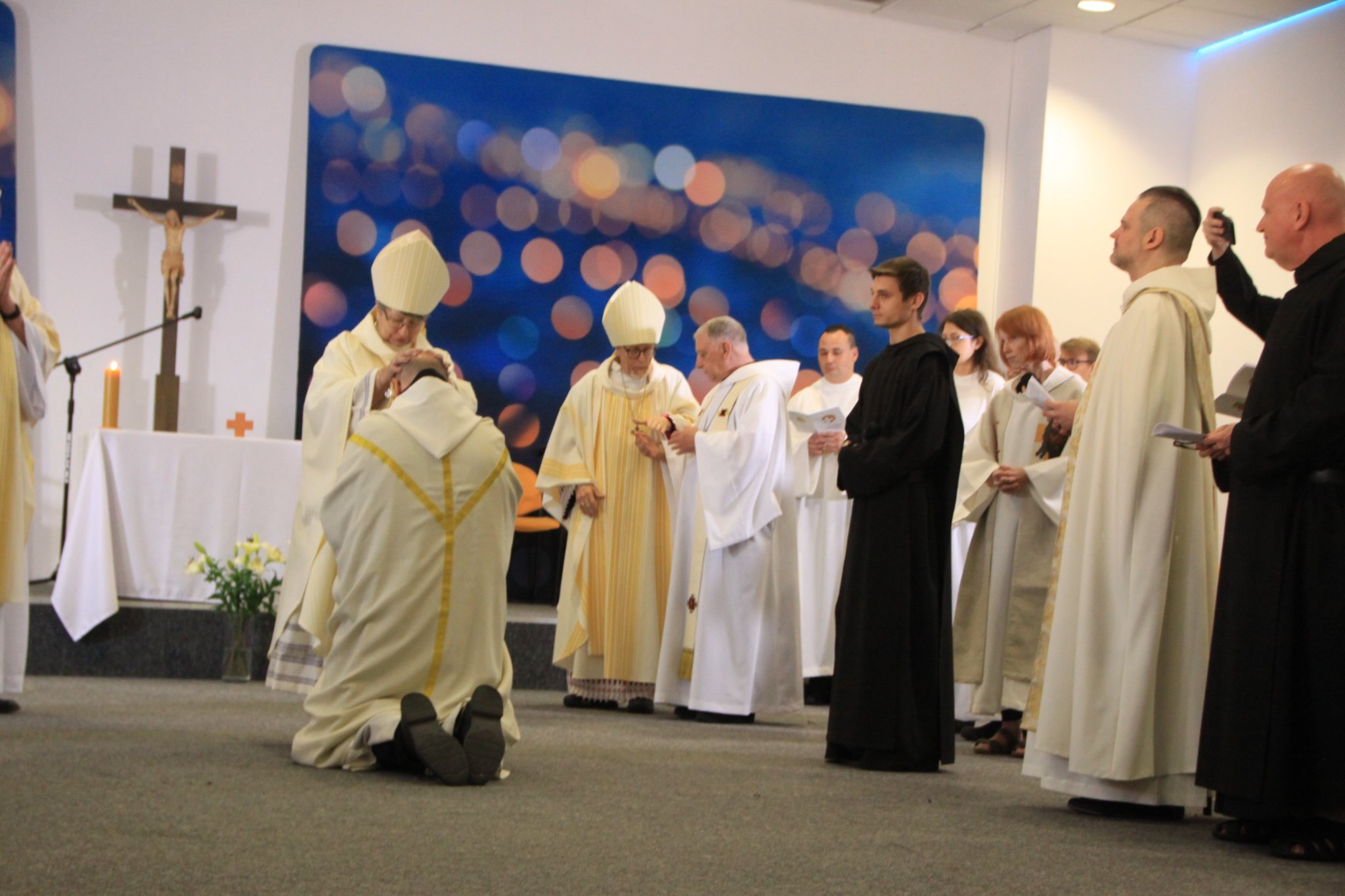
Święcenia biskupie ks. Tomasza Puchalskiego (Poznań, 18.06.2022)

Reformowany Kościół Katolicki w Polsce przyjmuje wiarę niepodzielonego Kościoła pierwszego tysiąclecia, wyrażoną w orzeczeniach dogmatycznych siedmiu soborów powszechnych: w Nicei (325 r.), Konstantynopolu (381 r.), Efezie (431 r.), Chalcedonie (451 r.), Konstantynopolu (553 r. i 680 r.) oraz Nicei (787 r.).
Reformowani Katolicy przyjmują i zachowują Tradycję Apostolską, do której należą: kanon Pisma Świętego, najstarsze wyznanie wiary, liturgia, trzy stopnie posługiwania sakramentalnego (biskup, prezbiter, diakon).
Podobnie jak inni starokatolicy zachowują ogólną zasadę, którą wyraził św. Wincenty z Lerynu: Trzymamy się tego w co się wszędzie wierzy, zawsze i przez wszystkich ludzi; bo to jest prawdziwe i całkowicie katolickie.
Kościół najwyższą cześć oddaje Bogu w Trójcy Świętej Jedynemu. Wspomina też świętych, zwłaszcza matkę Jezusa, Marię Dziewicę.
Reformowani Katolicy praktykują siedem sakramentów: chrzest, eucharystię, bierzmowanie, spowiedź, namaszczenie chorych, małżeństwo i sakrament święceń.
- Chrztu udziela się dorosłym i dzieciom po wcześniejszym przygotowaniu. W przypadku niemowląt katechumenat odbywa się w wieku późniejszym.

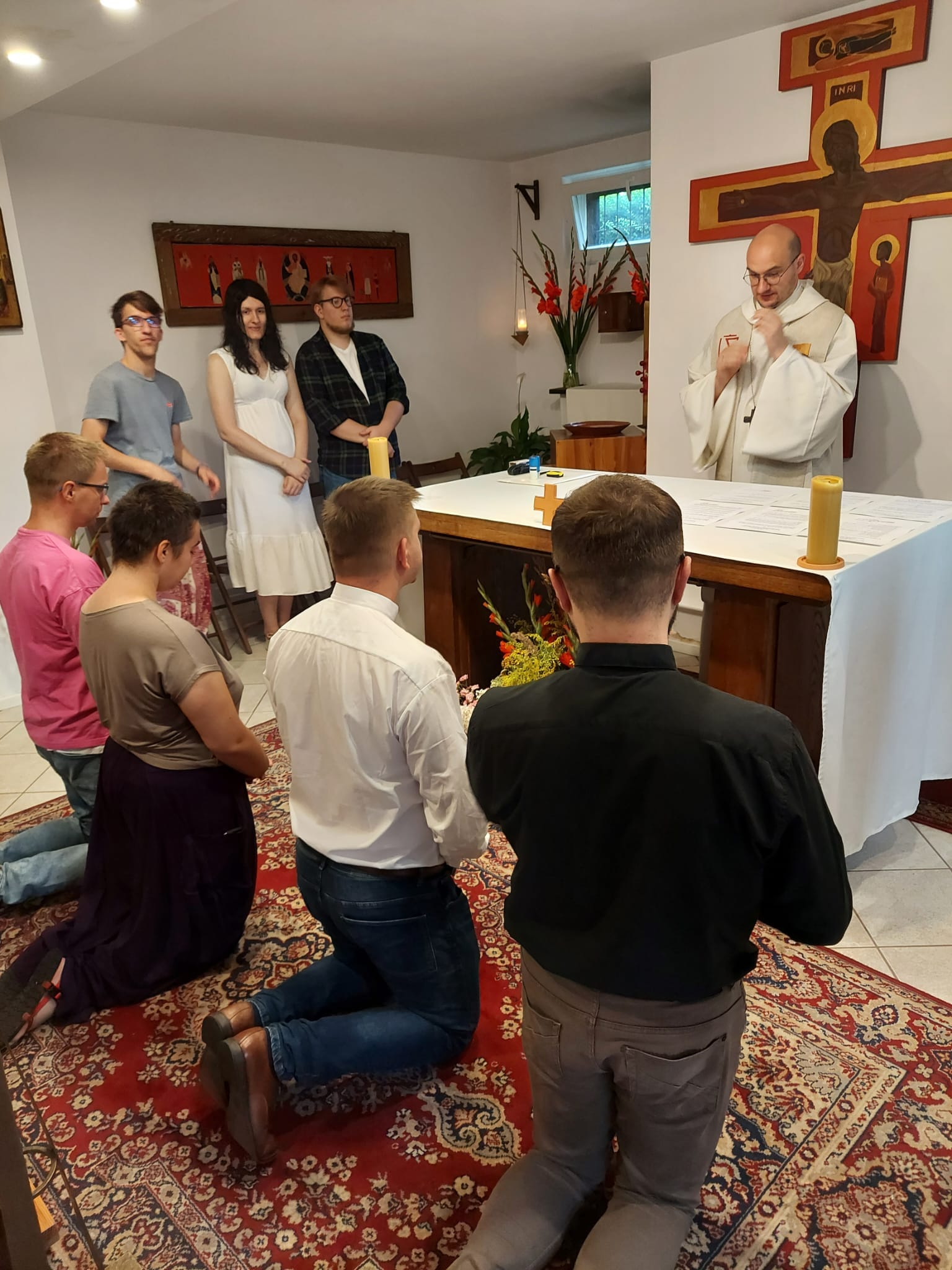
Wprowadzenie w urząd nowej Rady Kościoła.

- Kościół praktykuje gościnność eucharystyczną, co oznacza, że ochrzczeni chrześcijanie każdej tradycji, która podziela wiarę w Trójcę Świętą, mogą przystąpić do Komunii Świętej. Eucharystia udzielana jest zawsze pod dwiema postaciami. Reformowani Katolicy wierzą w trwałą przemianę chleba i wina w ciało i krew Chrystusa, choć nie definiują tego poprzez filozoficzne pojęcia.Wprowadzenie w urząd nowej Rady Kościoła.Spowiedź praktykowana jest zarówno w formie powszechnej (na początku każdej Liturgii Eucharystii lub w czasie specjalnych liturgii pokutnych), jak i indywidualnej.
- Namaszczenie chorych w przekonaniu Kościoła jest sakramentem uwolnienia (podobnie jak spowiedź) i przyjąć je mogą wszystkie osoby, które zmagają się z jakimiś dolegliwościami zarówno fizycznymi, jak i natury psychicznej.
- Małżeństwo jest sakramentem, którego głównym celem jest uświęcenie małżonków. Kościół praktykuje tylko monogamiczne małżeństwa dwóch pełnoletnich osób, z których przynajmniej jedna musi być członkiem Kościoła. Rozwód uważa się za grzech, jednak dopuszcza się możliwość wejścia w ponowny związek pod warunkiem spowiedzi i wypełnienia wszystkich zobowiązań wynikających z poprzedniego małżeństwa, jak np. wychowanie dzieci. Kościół daje możliwość przeprowadzenia ślubu parom osób tej samej płci[12].
- Sakrament święceń w Reformowanym Kościele Katolickim w Polsce może przyjąć zarówno kobieta, jak i mężczyzna. Formacja duchownych odbywa się poprzez studia teologiczne na jednej z uczelni teologicznych oraz wewnętrzny kurs przygotowujący do posługi. Kandydatki i kandydaci przygotowanie odbywają w swoich wspólnotach, które mają wpływ na decyzję o dopuszczeniu osoby do święceń. Duchownych w Reformowanym Kościele Katolickim w Polsce nie obowiązuje celibat, jest on postrzegany jako indywidualne powołanie i charyzmat niezależny od święceń.

Duchowość Reformowanego Kościoła Katolickiego w Polsce opiera się na trzech filarach: słowie Bożym, małych wspólnotach oraz Liturgii. Bardzo duży wpływ na duchowość Kościoła ma również tradycja monastyczna.
- Słowo Boże: Reformowani Katolicy pielęgnują starożytną tradycję Lectio Divina zarówno wspólnie, jak i indywidualnie, przykłada się dużą wagę do modlitwy słowem Bożym, zwłaszcza psalmami i hymnami biblijnymi. Jedną z praktyk jest dzielenie w trakcie homilii. Każda osoba, która jest na Liturgii, po wygłoszonej homilii, może w kilku zdaniach podzielić się swoim przemyśleniem lub świadectwem związanym z wysłuchaną Liturgią Słowa.
- Małe Wspólnoty: Reformowani Katolicy dużą wagę przywiązują do osobistych relacji pomiędzy członkami i członkiniami wspólnot. Nawiązując do tradycji monastycznej wspólnotę nazywają szkołą służby Pańskiej, w której chrześcijanin lub chrześcijanka uczy się wiary, nadziei i miłości.
- Liturgia, zwłaszcza Liturgia Eucharystii, to podstawowa forma kultu w Reformowanym Kościele Katolickim w Polsce. Kościół praktykuje też Liturgię Godzin.

Reformowany Kościół Katolicki w Polsce bardzo dużą wagę przywiązuje do idei Kościoła lokalnego, w którym istnieje pełnia Kościoła. Pod pojęciem Kościoła lokalnego rozumie się grupę wspólnot, które utrzymują ze sobą kontakt, wzajemnie się znają (przynajmniej większa część osób) i ze sobą współpracują. Organizacje zrzeszające Kościoły lokalne mają charakter pomocowy, służą lepszemu działaniu czy rozwiązywaniu konfliktów. Kościół lokalny decyzje podejmuje na Synodzie, który składa się z biskupa, duchownych i świeckich.
Kościół przywiązuje dużą wagę do osobistego nawrócenia oraz zaangażowania na rzecz sprawiedliwości społecznej.
Jedną z cech charakterystycznych Reformowanego Kościoła Katolickiego w Polsce jest jego inkluzywność. Podkreśla się, że każda osoba, bez względu na cechy osobiste takie jak pochodzenie etniczne, wiek, płeć, stan zdrowia, orientacja seksualna, tożsamość płciowa, pozycja społeczna itp. może być pełnoprawnym członkiem lub członkinią Kościoła.
Kościół dużą wagę przywiązuje do dialogu międzyreligijnego, zwłaszcza z wyznawcami islamu, judaizmu i buddyzmu oraz z osobami niewierzącymi.

## Liturgia
Reformowany Kościół Katolicki w Polsce praktykuje Liturgię podobną do innych Kościołów katolickich jednak posługuje się własnym mszałem, lekcjonarzami, rytami sakramentów oraz kalendarzem liturgicznym.
Liturgia Eucharystii w Reformowanym Kościele Katolickim w Polsce składa się z czterech części:
- Ryty chrzcielne: znak krzyża, wzywanie Ducha Świętego, spowiedź powszechna, Kyrie Eleison z Chwała na wysokości Bogu oraz modlitwę dnia.
- Liturgia Słowa: pierwsze czytanie, psalm, drugie czytanie (w niedziele i najważniejsze święta), śpiew przed Ewangelią, proklamację Ewangelii, homilię z dzieleniem, wyznanie wiary i modlitwę powszechną.
- Liturgia Eucharystyczna: znak pokoju, przygotowanie darów, dialog z prefacją, sanctus, anamneza ze słowami ustanowienia, epikleza, modlitwy wstawiennicze i wielka doksologia.
- Ryty komunijne i rozesłanie: Ojcze nasz, łamanie chleba z Baranku Boży, udzielanie Komunii Świętej pod dwiema postaciami, modlitwa po Komunii (odmawiana wspólnie) i błogosławieństwo z rozesłaniem.

Rok liturgiczny w Reformowanym Kościele Katolickim rozpoczyna się w wigilię pierwszej niedzieli adwentu. Adwent kończy się w wigilię Narodzenia Pańskiego, która rozpoczyna Okres Narodzenia zwany też epifanijnym. Kończy się on w Święto Hypapante, 2 lutego. Następnie do Środy Popielcowej trwa Okres w ciągu roku. Środa Popielcowa rozpoczyna Okres Przygotowania Paschalnego, który kończy się w Wielki Czwartek. Wieczorem w Wielki Czwartek (liturgicznie rozpoczyna się wtedy Wielki Piątek) rozpoczyna się Triduum Paschalne, które zakończy się nieszporami Niedzieli Zmartwychwstania, po których trwa Okres Paschalny zwany też Okresem Zmartwychwstania Pańskiego lub Wielkanocnym. Kończy się on w Niedzielę Zesłania Ducha Świętego, po której następuje Oktawa Zesłania Ducha Świętego, a po niej ponownie Okres w ciągu roku, który kończy się przed wigilią pierwszej niedzieli Adwentu.

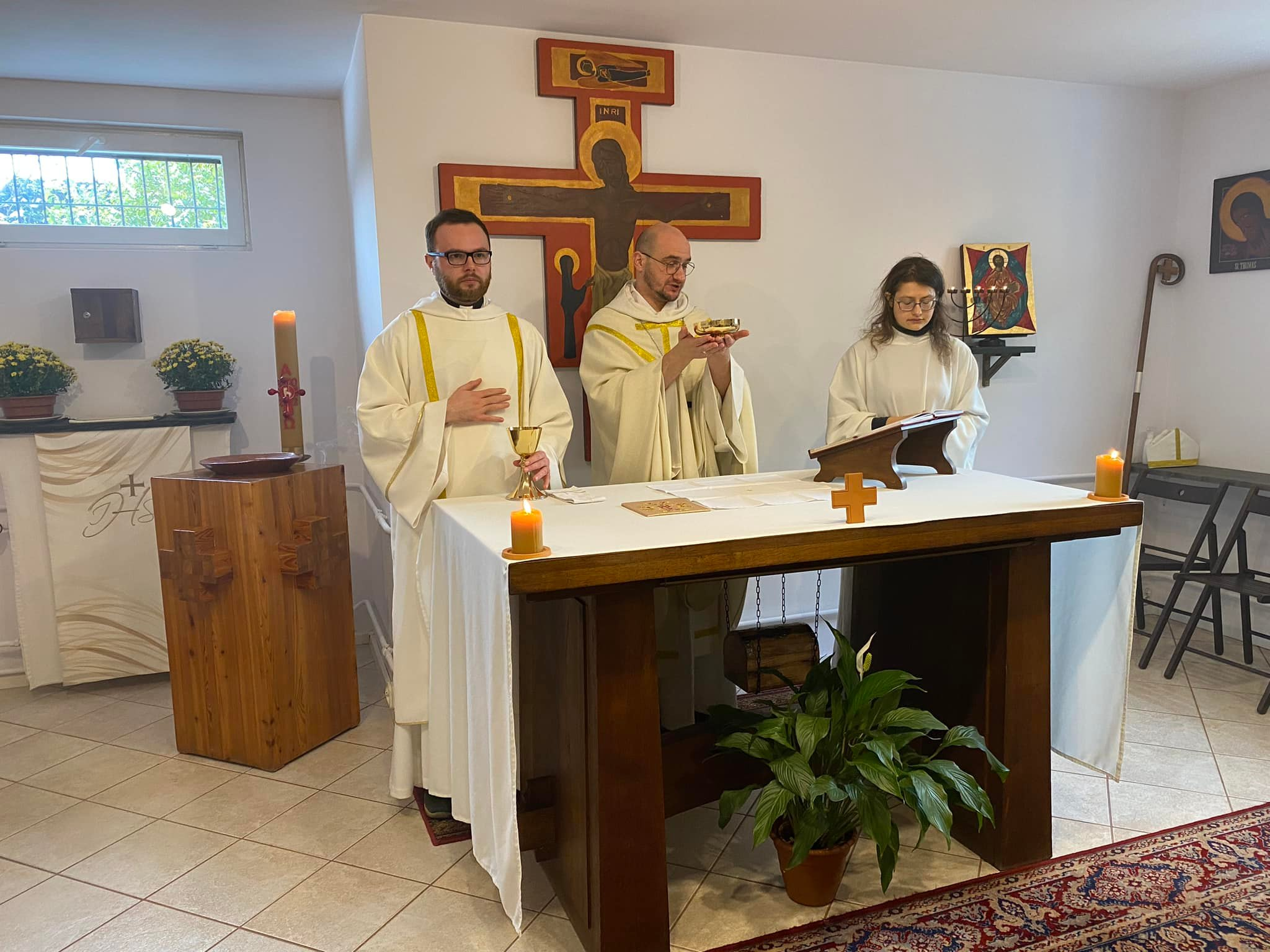
Liturgia Eucharystii w poznańskiej kaplicy Reformowanego Kościoła Katolickiego w Polsce.

Najważniejsze święta Kościoła wymieniając od początku roku liturgicznego:
- 25 grudnia – Narodzenie Pańskie z oktawą, którą kończy Święto Nadania Imienia Jezusowi.
- 6 stycznia – Święto Epifanii (Objawienia Pańskiego)
- 13 stycznia – Święto Chrztu Chrystusa
- 2 niedziela po Epifanii – Święto Cudu w Kanie
- 2 lutego – Święto Hypapante (Spotkania Pańskiego)
- Niedziela Palmowa
- Triduum Paschalne (Wielki Piątek Męki Pańskiej, Wielka Sobota i Niedziela Zmartwychwstania)
- Niedziela Zmartwychwstania z oktawą
- 40 dni po Niedzieli Zmartwychwstania – Wniebowstąpienie Pańskie
- 50 dni po Niedzieli Zmartwychwstania – Niedziela Zesłania Ducha Świętego z oktawą, którą kończy Niedziela Trójcy Świętej.
- 6 sierpnia – Przemienienie Pańskie

Do tego uroczyściej obchodzone są dni świętych patronów poszczególnych wspólnot i innych, ważnych w duchowości Kościoła m.in. Święta Maryi Bogurodzicy (zwłaszcza Święto Zaśnięcia Bogurodzicy 15 sierpnia), Cyryla i Metodego, Doroty Stang, Benedykta z Nursji, Marii Magdaleny, Jana Apostoła, Tomasza Apostoła, Piotra i Pawła Apostołów, Jordana (pierwszego biskupa Polski), Doroty Day, Wojciecha, Patryka, Marii Karłowskiej i Felicji Sierackiej.
Reformowany Kościół Katolicki w Polsce często celebruje wigilię uroczystości i niedziel. Zgodnie z biblijnym sposobem liczenia dni, zwyczajem liturgicznym Kościoła jest liczenie dnia od zachodu do zachodu słońca, dlatego też wigilia, która jest celebracją święta w wieczór je poprzedzający jest już pełną celebracją danej uroczystości. Do najważniejszych Liturgii w roku zalicza się Wigilię Paschalną oraz Wigilię Zesłania Ducha Świętego. Stałym elementem wigilii jest uroczyste zapalenie świec. W uroczysty sposób obchodzona jest też wigilia pierwszej niedzieli Adwentu z zapaleniem pierwszej adwentowej świecy.
Reformowany Kościół Katolicki w Polsce, pod wpływem debat teologów, biblistów i językoznawców na temat tłumaczenia modlitwy Ojcze nasz na język polski zdecydował się wprowadzić w Liturgii zamiast słów „nie wódź nas na pokuszenie” słowa „nie wystawiaj nas na próbę”.

## Wspólnoty
1. Parafia w Poznaniu pod wezwaniem Świętych Cyryla i Metodego[15].
2. Wspólnota w Warszawie pod wezwaniem Trójcy Świętej[16].
3. Wspólnota w Krakowie pod wezwaniem Bogurodzicy Maryi i św. Jordana[17].
4. Wspólnota w Zielonej Górze pod wezwaniem św. Jana Apostoła[18].
5. Wspólnota w Tleniu pod wezwaniem Narodzenia Pańskiego[19].
6. Wspólnota w Łodzi pod wezwaniem św. Hildegardy z Bingen[20].
7. Wspólnota w Trójmieście pod wezwaniem św. Mikołaja[21].
8. Wspólnota online (międzynarodowa)[22].
9. Wspólnota Benedyktynów Mądrości Bożej[23].